# 魏韵芝
魏韵芝（英語：Joyce Ngai Wan Chi，1990年1月22日—），香港女主持及演員，曾參加2016年度香港小姐競選，現為無綫電視基本藝人合約藝員。

## 簡歷
魏韵芝生於富有家庭，外公是金融公司老闆及關之琳前夫王國旌，兄長為曾因傷人罪名而入獄近四個月的造型師魏俊杰（Mark），而父母則分別從事金融行業和在上環文咸東街柏廷坊經營有「名人飯堂」之稱的意大利餐廳「Room28」。她在三歲前因父親工作關係，曾隨行到英國居住一段時間，直至父母離異不久才搬回香港生活。她從小為滿足母親要求而立志當律師，2001至2008年曾就讀英皇佐治五世學校，畢業於英國倫敦政治經濟學院法律系，並取得了香港中文大學法律學院法學專業證書，任職過兩年半夏禮文律師行事務律師。2016年7月，她因工時長又經常被女上司冷言調侃，覺得壓力巨大，故此決定放棄七萬元高薪厚職而參選《2016年度香港小姐競選》，期間雖獲中學朋友王灝兒支持，但最終在二十強止步，隨後選擇成為無綫電視旗下經理人合約藝員和入讀僅三個月的演藝進修班。
2017年1月初，魏韵芝加入明珠台生活資訊節目《港生活·港享受》主持之列，同年7月於《東張西望》裡介紹夏天降温產品時，因使用濕紙巾抺汗的舉止而受到網民注目；2018年9月開始兼任周廷勳律師行顧問律師。2019年11月，她加入成為《流行都市》節目主持之一；2020年3月跟家人合資在炮台山宏安道開設上海料理店「上海人家」。
2022年4月由經理人改為基本藝人合約。2023年，魏韵芝主持無綫電視法律資訊節目《LAW霸女神》再次獲得網民注目。

## 演出作品

### 電視劇（無綫電視）
| 首播   | 劇名              | 角色                          |
| 2017年 | 愛·回家之開心速遞 | 陳曉儀（第142集）             |
| 2017年 | 愛·回家之開心速遞 | 女同事（第242集）             |
| 2017年 | 老表，畢業喇！    | Elisabeth（第2集）            |
| 2017年 | 誇世代            | Abby（第46集）                |
| 2018年 | 果欄中的江湖大嫂  | 嘉（第21集）                  |
| 2021年 | 把關者們          | 職 員（第9集）                |
| 2021年 | 星空下的仁醫      | 護 士（第1、6、17、23、25集） |

### 綜藝節目（無綫電視）
| 首播            | 節目名                                           | 備註               |
| 2016年          | 星光熠熠耀保良                                   | 嘉賓               |
| 2016年          | 跳躍飛騰TVB邁向50周年                            | 演出               |
| 2016年          | 萬千星輝賀台慶                                   | 演出嘉賓           |
| 2016年          | 歡樂滿東華 2016                                  | 演出嘉賓           |
| 2016年          | 2017 TVB節目巡禮星光晚宴                         | 嘉賓               |
| 2017年          | 最緊要好玩                                       | 演出               |
| 2017年          | 群星拱照Big Big Channel                          | 嘉賓               |
| 2017年          | 嶺南大學博雅教育新體驗                           | 演出（飾演 Joyce） |
| 2017年          | 2017 TVB節目巡禮星光晚宴                         | 嘉賓               |
| 2018年          | 美女廚房                                         | 演出               |
| 2018年          | big big channel大公司周年慶                      | 嘉賓               |
| 2018年          | TVB 50+1周年再出發                               | 演出嘉賓           |
| 2018年          | TVB 50+1再出發節目巡禮2019                       | 嘉賓               |
| 2019年          | 安樂蝸                                           | 第420集嘉賓        |
| 2023年          | 香港同胞慶祝中華人民共和國成立七十四周年文藝晚會 |                    |
| big big channel |                                                  |                    |
| 2017年          | 東張主持妝速挑戰賽                               | 演出               |

### 主持節目（無綫電視）
| 首播          | 節目名              | 備註                                                                                               |
| 2017年至今    | 港生活·港享受       | 1月5日亮相與宋熙年、邵珮詩、張曦雯、郭田葰、陳浚霆、陳智燊、陳雅思、黃碧蓮、蘇頌輝及黃庭鋒一同主持 |
| 2017 - 2019年 | 東張西望            | 外景主持                                                                                           |
| 2018 - 2019年 | 今期流行            | 第二輯與單文柔、張寶兒、伍樂怡、黃碧蓮、王虹茵、孔德賢、丁子朗、麥凱程及譚焯升一同主持             |
| 2018年        | 萬眾同心齊Countdown | 與張寶兒、麥明詩、馮盈盈、陸浩明、麥凱程、丁子朗及譚焯升一同主持                                   |
| 2019年        | 大灣區 活好D        | 第二輯與衛志豪一同主持                                                                             |
| 2019年        | 眼睛去旅行          | 第3、4集與尤蔭蔭一同主持                                                                           |
| 2019年        | 流行都市            | 2019年11月13日加入，於2021年7月22日最後演出。                                                      |
| 2020年        | 3日2夜              | 第4輯 第1、2集與鄺潔楹、伍樂怡一同主持                                                             |
| 2023年        | LAW霸女神           | 與森美、戴祖儀、賴彥妤、王嘉慧一同主持                                                             |
| 2023年        | 早D知早D醫          | 與洪永城、何沛珈、宋宛穎一同主持                                                                   |

### 廣告
| 年份   | 產品                                                                           |
| 2017年 | 安聯投資「意外？意料之內！ - 女友篇」                                          |
| 2017年 | 安聯投資「意外？意料之內！ - 外快篇」                                          |
| 2018年 | 深水埗區議會美孚鄰舍活動中心（與黃庭鋒）                                       |
| 2019年 | 卓營方「葡萄糖胺關節修護軟霜（與姚浩政）」                                     |
| 2019年 | La Raine Skincare「有機玫瑰花水、抗氧緊緻補濕亮肌面膜（與姚浩政）」            |
| 2019年 | 衞生署、香港牙醫學會「3.20世界口腔健康日啟動禮暨嘉年華」                       |
| 2019年 | 衞生署「口腔健康教育組 - 全港愛牙運動」                                        |
| 2021年 | 卓遠知識產權有限公司「香港商標註冊、中國商標註冊、美國商標註冊、歐盟商標註冊」 |
| 2021年 | 健寶康「迷你紫外線空氣消毒機」                                                 |
| 2021年 | Gym Aesthetics（香港）「魔幻似的魔環褲著住瘦 - 女士運動緊身褲」                |

## 外部連結
- 魏韵芝的新浪微博
- Joyce Ai的Facebook專頁
- Joyce Ngai 魏韵芝的Facebook專頁
- 魏韵芝的Instagram帳戶
- Joyce Ngai | LinkedIn
- 2016香港小姐競選 - 魏韵芝 Ngai Wan Chi, Joyce - 佳麗檔案 - tvb.com